# Гэмба, Коитиро
Коитиро Гэмба (яп. 玄葉 光一郎 Гэмба Ко:итиро:, род. 20 мая 1964, Токио) — японский политический деятель, заместитель спикера Палаты представителей Японии (с 2024 года). Ранее занимал пост министра иностранных дел Японии с 2 сентября 2011 по 26 декабря 2012 года.

## Биография

### Ранние годы
Уроженец посёлка Фунэхики уезда Тамура префектуры Фукусима (в настоящее время город Тамура) и выпускник Университета Софии. Позднее Гэмба был принят в престижный институт управления и менеджмента Мацусита, который был основан первым президентом компании Panasonic Коносукэ Мацуситой, чтобы готовить к карьере будущих общественных деятелей Японии. 

### Политическая карьера
Гэмба был избран в Палату представителей в первый раз в 1993 году после службы в ассамблее префектуры Фукусима в течение одного срока.
С 2010 года занимал различные посты государственных министров в Кабинете министров Японии. Со 2 сентября 2011 по 26 декабря 2012 года занимал пост министра иностранных дел в кабинете премьер-министра Ёсихико Ноды.
11 ноября 2024 года был избран заместителем спикера Палаты представителей в 215-м парламенте Японии.